# Edmund Löffler
Edmund Löffler (Untersteinbach, nu deelgemeente van Rauhenebrach, 22 juni 1900 – Alzenau, 1 april 1998) was een Duits componist, muziekpedagoog, musicoloog, dirigent en pianist. Hij gebruikt ook het pseudoniem: Hans Relfel.

## Levensloop
Löffler was een zoon van een ambtenaar, die zijn militaire dienst in het muziekkorps van het 9e Beierse Infanterie Regiment heeft geabsolveerd. Zijn moeder was afkomstig uit een gezin van orgelbouwers. So kreeg hij door zijn vader ook de eerste vioolles. Hij werd lid van het schoolorkest op het gymnasium in Aschaffenburg en van het orkest van de muziekschool. Drie jaar later werd hij trombonist in het harmonieorkest van het Staatliche Studienseminaar. Aldaar behoorde tot zijn leraren Hermann Kundigraber, een vanuit Stiermarken afkomstig docent, die het muziekleven in Aschaffenburg met blijvend gevolg beïnvloede. 
Hij studeerde aan het Statelijke conservatorium in Würzburg bij de docenten Franz Schörg (viool), Karl Wyrott (piano), Hermann Zilcher (compositie, orkestdirectie). Verder studeerde hij aan het Dr. Hoch’s Konservatorium in Frankfurt am Main bij Bernhard Sekles (compositie) en bij  Fritz Malata (piano). In 1923 behaalde hij het diploma voor muziekopleiding. Het gelijke diploma voor muziekonderwijs aan Amerikaans High-Schools behaalde hij in 1925 in New York. Hij studeerde eveneens musicologie aan de Johann Wolfgang Goethe Universiteit in Frankfurt am Main. Aldaar promoveerde hij tot Doctor of Philosophy in 1928 met de proefschrift Peter Winter als Kirchenmusiker. 
Na zijn studie werkte hij eerst in de Verenigde Staten, waar hij in New York aan een internaat als docent, instructeur en dirigent. Verder verzorgde hij optredens als violist. Weer terug in Duitsland in 1929 werd hij muziekleraar aan het humanistisch gymnasium in Freising en een jaar later aan het humanistisch gymnasium in Kempten. In 1934 veranderde hij zich wederom in dezelfde functie aan het realgymnasium in München-Schwabing. Tegelijkertijd richtte hij aan alle scholen orkesten (strijkers, blazers en slagwerk) op. In deze periode schreef hij ook Methode voor het leren en beoefening van een goede intonatie en samenspel en een Methode voor samenspel in het blaasorkest. 
Gedurende de Tweede Wereldoorlog was hij aanvankelijk kapelmeester bij een bataljons-muziekkapel. Toen tijdens de oorlog muziekkapellen opgeheven werden, deed hij dienst als hospitaalsoldaat en in de organisatie van transporten voor en verzorging van verwondde. Na de oorlog en krijgsgevangenschap kwam hij in 1948 terug en werd muziekleraar aan het humanistisch gymnasium in Aschaffenburg, waar hij zelf op school geweest was. Aldaar richtte hij naast kamermuziekgroepen ook een harmonieorkest aan het gymnasium op. Door het lezen van Plato's "Politeia", maar ook door zijn kennis en ervaring van en met het Amerikaans onderwijssysteem kende hij de mensen vormende functie en pedagogische werking van de (blaas)muzikale opleiding van jonge mensen gedurende de jaren van ontwikkeling en rijpheid. Met zijn schoolorkest heeft hij niet alleen de meewerkende jeugdigen hoge psychische en culturele waarden bemiddeld, hij creëerde een voorbeeld, dat aan talrijke scholen binnen de deelstaat Beieren en daarbuiten gekopieerd werd. Hij maakte met dit blaasorkest opnamen voor verschillende publieke omroeporganisaties in Duitsland. In 1953 werd hij tot professor benoemd; in 1972 werd hij voor zijn cultuurpolitieke verdiensten, vooral voor zijn inzet voor de amateuristische blaasmuziek, met de Orde van Verdienste van de Bondsrepubliek Duitsland (Kruis van Verdienste als Steckkreuz) onderscheiden. Hij ontving verder van zijn woonplaats Karlstein am Main de gouden medaille voor verdiensten. 
Als componist schreef hij werken voor orkest, harmonieorkest, toneelmuziek, kamermuziek en vocale werken.

## Composities

### Werken voor orkest
- 1922 Lyrische Suite, voor kamerorkest
- 1929 Variationen und Fuge über ein eigenes Thema, voor orkest
- 1935 Fünf Tänze, voor strijkorkest
- 1928 Suite, voor strijkorkest

### Werken voor harmonieorkest
- 1926 Franz Xaver-Marsch
- 1930 Lodernde Flammen, concertwals
- 1930 Frisch auf, mars
- 1931 In vino veritas, concertwals
- 1932 Ruf und Echo, ouverture
- 1936 Intermezzo
- 1951 Grafensteiner-Marsch
- 1952 Fränkische Polka, voor 2 klarinetten en harmonieorkest
- 1955 Festliche Musik
- 1955 Intrade
- 1956 Heitere Ouvertüre
- 1958 Suite
- 1959 Kreuzknappen-Marsch
- 1959 Im Vorspessart
- 1961 Spessart-Romantik, concertwals
- 1961 Wiener Herzen, ouverture
- 1961 Europa-Marsch
- 1961 Suite
- 1962 Ferien-Idyll, Foxtrott-Intermezzo
- 1962 Klingende Welt, ouverture
- 1963 Ländliche Suite - verplicht werk voor het Bundesmusikfest van de federatie BDB in Offenburg
  1. Ländliches Fest
  2. Die Dorfschöne
  3. Mädchen am Brunnen
  4. Feierlicher Hymnus
  5. Der Wanderzirkus
- 1963 Slawische Suite - won de 1e prijs tijdens een compositiewedstrijd van de federatie Deutscher Volksmusikerbund
  1. Markt in Budwa
  2. In der Bucht von Kotor
  3. Dalmatinischer Tanz
  4. An der unteren Donau
  5. Kroatische Musikanten
- 1963 Friends Forever
- 1964 Amerikanische Suite
- 1964 Nordische Suite Nr. 1
  1. An einem Fjord
  2. Norwegischer Solotanz
  3. Tanz der Fischer
- 1964 Wenn Fortuna lächelt, ouverture
- 1966 Sommernachtsfest, ouverture - première tijdens de Festliche Musiktage in Uster in 1966
- 1966 Von Herz zu Herz, concertwals
- 1967 Drei feierliche Bläsersätze
  1. Präludium
  2. Hymnus
  3. Dramatischer Epilog
- 1969 Atlantik-Marsch
- 1969 Semper pro musica
- 1969 Rokoko Suite
- 1970 Leuchtender Tag
- 1971 Romantische Ouvertüre - première tijdens de Festliche Musiktage in Uster in 1971
- 1972 Edelbacher Liedermarsch
- 1972 American Folklore
- 1973 Fiesta en Andalucia, ouverture
- 1975 Immer mit Elan, mars
- 1975 Elegia moderna, preludium
- 1975 Trompeter-Marsch
- 1976 Nordische Suite Nr. 2
  1. Festlicher Aufzug
  2. Nordische Legende
  3. Frühlingstanz
- 1976 Trompeter Serenade, voor trompet en harmonieorkest
- 1976 Trompeten-Sketch, voor trompet en harmonieorkest
- 1976 Posaunen-Bravour, voor 3 trombones en harmonieorkest
- 1978 Irinka-Polka
- 1980 Musica festiva, preludium - verplicht werk tijdens de concertwedstrijden van de Bayerisch- und Allgäu-Schwäbischer Blasmusikbund in 1980
- 1980 Fantasie über Melodien aus Richard Wagners "Lohengrin"
- 1982 Laudatio gloriosa, plechtige hymne voor harmonieorkest
- 1985 Polyhymnia
- 1986 Festliches Präludium
- 1986 Messe (Friedensmesse), voor unisono koor en harmonieorkest
- 1986 Moderne Ballade
- 1987 Bayern-Marsch
- 1987 Großostheimer Reitermarsch
- 1987 Musikalische Weihnacht
- 1988 Schönes Bayern
- Prozessionsmarsch Nr.2

### Muziektheater

#### Toneelmuziek
- 1953 Toneelmuziek tot "Jedermann" - tekst: Hugo von Hofmannsthal
- 1954 Toneelmuziek tot "Alkestiade" - tekst: Thornton Wilder

### Kamermuziek
- 1947 Sonate, voor viool en piano
- 1966 Heitere Tanzsuite, voor 3 klarinetten
- 1968 Regina Fanfarenmusik, voor 1-, 2- of 3 fanfarentrompetten in Es en pauken
- 1974 Amerika in Liedern und Spirituals, voor blaaskwintet
- 1976 Tänzerische Vortragsstücke, voor 3 gelijke blaasinstrumenten
- 1977 Spielmusik - Variationen über ein österreichisches Volkslied, voor 3 klarinetten
- 1979 Posaunen-Artistik, voor trombone en piano

### Werken voor piano
- 1917 Pianostukken
- 1923 Langzame wals
- 1927 Impromptu
- 1946 Sonate
- 1950 Vierhändige Klavierstücke mit Oberstimme im Fünftonraum
- 1950 Scherzo
- 1951 Bravura, concertwals
- 1952 Twee concertwalsen

## Publicaties
- Peter Winter als Kirchenmusiker, Frankfurt, phil. dissertation, 1928.
- Die Schlacht bei Dettingen (27. Juni 1743) und Georg Friedrich Händels "Dettinger Te Deum", Ein Beitrag zur Heimatgeschichte, Dettingen, 1965.